# Tetraonyx frontalis
Tetraonyx frontalis es una especie de coleóptero de la familia Meloidae.

## Distribución geográfica
Habita en México, Guatemala y El Salvador.